# Association de la jeunesse sportive de Mutsamudu
Maillots
L'Association de la jeunesse sportive de Mutsamudu (en arabe : جمعية موتسامودو), plus couramment abrégé en AJS Mutsamudu, est un club comorien de football basé à Mutsamudu, la capitale de l'île d'Anjouan.

## Bilan sportif

### Palmarès
| Compétitions nationales                                                                                                  | Compétitions régionales                                                  |
| --- | ------------------------------------------------------------------------ |
| - Championnat des Comores (1) : - Champion : 2006. - Vice-champion : 2007. - Coupe des Comores (1) : - Vainqueur : 2008. | - Championnat d'Anjouan (1) : - Champion : 2006. - Vice-champion : 2008. |

### Matchs de l'AJSM en compétitions internationales
| Année | Compétition                   | Tour         | Pays                   | Club           | Résultat |
| ----- | ----------------------------- | ------------ | ---------------------- | -------------- | -------- |
| 2007  | Ligue des champions de la CAF | Premier tour | Drapeau de la Tanzanie | Young Africans | 1-5 (E)  |

D : domicile, E : extérieur